# 卡尔维塔楼
卡尔维塔楼 是科西嘉卡尔维的一座热那亚塔楼，是当年热那亚共和国在1530至1620年间建造的一系列沿海防御措施之一，目的是阻止巴巴里海盗的袭击。
1990年，这座塔楼与城堡的城墙一起被列为法国历史遗迹.。

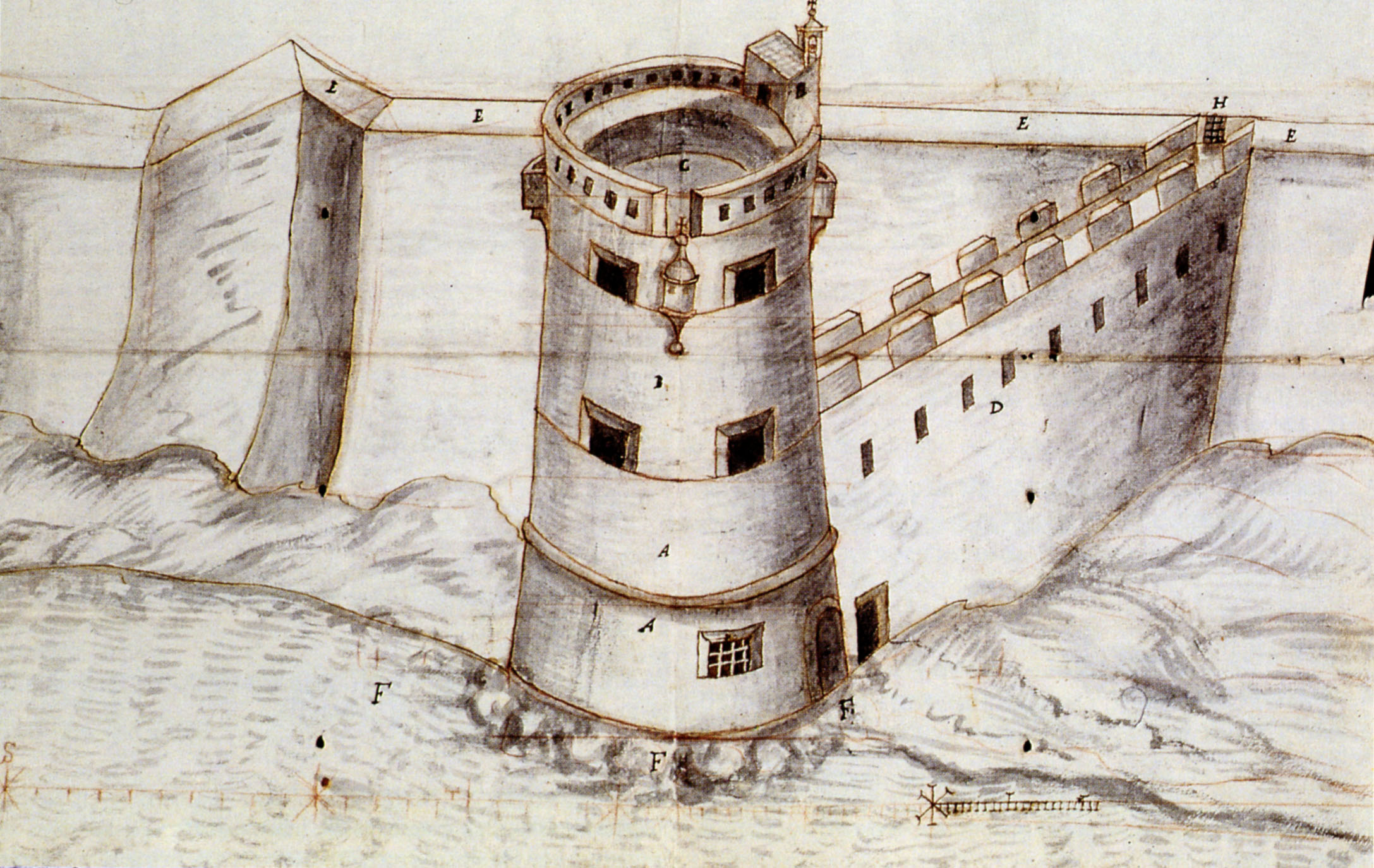